# Polycephalium capitatum
Polycephalium capitatum är en tvåhjärtbladig växtart som först beskrevs av Henri Ernest Baillon, och fick sitt nu gällande namn av Ronald William John Keay. Polycephalium capitatum ingår i släktet Polycephalium och familjen Icacinaceae. Inga underarter finns listade i Catalogue of Life.